# Angrois
Angrois és una zona o barri de la ciutat gallega de Santiago de Compostel·la, a la província de La Corunya. Està situat a l'est del nucli urbà i dista tres quilòmetres de la catedral.

## Toponímia
Segons el romanista Dieter Kremer, al segle xiii el topònim va ser castellanitzat pel terme Angrox. El nom ha donat lloc a la formació de frases i locucions gallegues fonamentades en un suposat poble imaginari d'habitants rudes. Així, aquest autor cita com a exemples les expressions coidas que son de Angrois? (Creus que sóc tonto?), non veño de Angrois (no sóc un innocent), parece que vés de Angrois (el que està babau o és curt d'enteniment) i seica son de Angrois, ou que? (Em prens per maldestre?). No obstant això, María Fernández López dona suport a la tesi d'Otero Álvarez que el topònim deriva del llatí scrobis (forat, fossat defensiu), relacionant així Angrois amb el seu castro, al·ludint a la sèrie de fosses defensives amb què suposadament comptava el llogaret. D'altra banda, a la Carta prehistòrica de Santiago es relaciona el topònim Angrois amb l'ètnia dels Ambrons.

## Urbanisme
Segons el Pla General d'Ordenació Urbana de 1993, Angois formava juntament amb Canteiras i Ponte Marzán, un nucli rural tradicional a la corona perifèrica de la ciutat de Santiago de Compostel·la. En el pla de 2008, no apareix en el llistat de nuclis rurals.
Com a entitat de població ja no apareix en el nomenclàtor, en què es llistava a la parròquia històrica de Sar, també desapareguda.